# Marcos do Nascimento Teixeira
Marcos do Nascimento Teixeira, meglio noto come Marcão (Londrina, 5 giugno 1996), è un calciatore brasiliano, difensore del Siviglia.

## Caratteristiche tecniche
È un difensore centrale.

## Carriera

### Club
Cresciuto nelle giovanili dell'Avaí, ha esordito il 12 aprile 2014 in un match del Campionato Catarinense perso 4-1 contro la Chapecoense.
Il 16 agosto 2021 si rende protagonista di una rissa col compagno di squadra Kerem Akturkoglu durante la prima di campionato contro il Girenuspor: il suo Galatasaray vince 2-0 ma lui viene espulso.
L'8 luglio 2022 viene acquistato dal Siviglia.

## Statistiche

### Presenze e reti nei club
Statistiche aggiornate al 21 maggio 2023.
| Stagione           | Squadra            | Campionato         | Campionato | Campionato | Coppe nazionali | Coppe nazionali | Coppe nazionali | Coppe continentali | Coppe continentali | Coppe continentali | Altre coppe | Altre coppe | Altre coppe | Totale | Totale | Totale |
| Stagione           | Squadra            | Comp               | Pres       | Reti       | Comp            | Pres            | Reti            | Comp               | Pres               | Reti               | Comp        | Pres        | Reti        | Pres   | Reti   |        |
| ------------------ | ------------------ | ------------------ | ---------- | ---------- | --------------- | --------------- | --------------- | ------------------ | ------------------ | ------------------ | ----------- | ----------- | ----------- | ------ | ------ | ------ |
| 2014               | Avaí               | B+CAT              | 0+1        | 0          | CB              | 0               | 0               |                    | -                  | -                  |             | -           | -           | 1      | 0      |        |
| 2015               | Athl. Paranaense   | A+PAR              | 0+5        | 0          | CB              | 0               | 0               |                    | -                  | -                  |             | -           | -           | 5      | 0      |        |
| 2015               | Guaratinguetá      | C+PAU              | 8+0        | 0          | CB              | 0               | 0               |                    | -                  | -                  |             | -           | -           | 8      | 0      |        |
| 2016               | Ferroviária        | PAU                | 14         | 0          | CB              | 4               | 0               |                    | -                  | -                  |             | -           | -           | 18     | 0      |        |
| 2016               | Athl. Paranaense   | A+PAU              | 12+0       | 0          | CB              | 0               | 0               |                    | -                  | -                  |             | -           | -           | 12     | 0      |        |
| 2017               | Athl. Paranaense   | A+PAU              | 1+5        | 1+0        | CB              | 0               | 0               | CL                 | 0                  | 0                  |             | -           | -           | 6      | 1      |        |
| 2017               | Atl. Goianiense    | A+GOI              | 1          | 0          | CB              | 0               | 0               |                    | -                  | -                  |             | -           | -           | 1      | 0      |        |
| 2017-2018          | Rio Ave            | PL                 | 20         | 0          | CP+CdL          | 0+1             | 0+0             |                    | -                  | -                  |             | -           | -           | 21     | 0      |        |
| 2018-gen. 2019     | Chaves             | PL                 | 17         | 2          | CP+CdL          | 2+3             | 0+1             |                    | -                  | -                  |             | -           | -           | 22     | 3      |        |
| gen.-giu. 2019     | Galatasaray        | SL                 | 15         | 0          | TK              | 4               | 0               | UEL                | 2                  | 0                  |             | -           | -           | 21     | 0      |        |
| 2019-2020          | Galatasaray        | SL                 | 28         | 0          | TK              | 4               | 0               | UCL                | 6                  | 0                  | ST          | 1           | 0           | 39     | 0      |        |
| 2020-2021          | Galatasaray        | SL                 | 37         | 0          | TK              | 2               | 0               | UEL                | 3                  | 1                  |             | -           | -           | 42     | 1      |        |
| 2021-2022          | Galatasaray        | SL                 | 26         | 0          | TK              | 1               | 0               | UCL+UEL            | 2+10               | 0+1                |             | -           | -           | 39     | 1      |        |
| Totale Galatasaray | Totale Galatasaray | Totale Galatasaray | 106        | 0          |                 | 11              | 0               |                    | 23                 | 2                  |             | 1           | 0           | 141    | 2      |        |
| 2022-2023          | Siviglia           | PD                 | 5          | 0          | CR              | 0               | 0               | UCL+UEL            | 3+2                | 0+0                |             | -           | -           | 10     | 0      |        |
| Totale carriera    | Totale carriera    | Totale carriera    | 195        | 3          |                 | 21              | 1               |                    | 28                 | 2                  |             | 1           | 0           | 245    | 6      |        |

## Palmarès

### Club

#### Competizioni nazionali
- Campionato turco: 1

Galatasaray: 2018-2019
- Coppa di Turchia: 1

Galatasaray: 2018-2019
- Supercoppa di Turchia: 1

Galatasaray: 2019

#### Competizioni internazionali
- UEFA Europa League: 1

Siviglia: 2022-2023